# Visfatina
La visfatina (conocida también como factor estimulante de colonias de células pre-B o PBEF y como Nicotinamida fosforibosiltransferasa, NAMPT) es una citoquina que se expresa en el tejido graso visceral y sus niveles circulantes se correlacionan con la obesidad. Se considera un nuevo miembro del grupo más grande de adipoquinas que también incluye leptina y adiponectina. Se consideró un mimético de la insulina puesto que, en un primer artículo se sugirió su unión a los receptores de la insulina, si bien una revisión por un comité externo condujo a la retractación por parte de los autores. Se presenta en sangre en una concentración entre 40 y 100 veces menor que la insulina.
Interviene en la transformación de la Nicotinamida (NAM) en Nicotinamida Mononuclótido (NMN).